# جولي دونالدسون
جولي آن دونالدسون (بالإنجليزية: Julie Anne Donaldson)‏ (مولودة في 10 فبراير 1978), صحفيَة وملكة جمال من بونتي فيدرا بيتش، فلوريدا. فازت في عرض Miss Florida USA عام 2001، عملت مُعلّقَة في برنامج رياضي في شبكة SportsNet في نيويورك، القناة التلفزيونية WHDH-TV السابعة، وعملت أيضاً كمذيعة لقناة NBC Sports. وهي خريجة جامعة فلوريدا.